# Argyrochosma limitanea
Argyrochosma limitanea là một loài thực vật có mạch trong họ Adiantaceae. Loài này được (Maxon) Windham miêu tả khoa học đầu tiên năm 1987.